# Ломоносов, Владимир Григорьевич
Владимир Григорьевич Ломоносов (20 июня 1928, с. Михайловка, Михайловский район, Амурская область, РСФСР — 16 ноября 1999, Москва, Российская Федерация) — советский партийный и государственный деятель, председатель Государственного комитета СССР по труду и социальным вопросам (1976—1983).

## Биография
Родился в семье служащего, русский. В 1953 г. окончил Московский институт стали и сплавов по специальности инженер-металлург.
- 1953—1954 гг. — мастер листопрокатного цеха Московского металлургического завода «Серп и молот»
- 1954—1956 гг. — заместитель секретаря парткома завода; в 1956 г. парторг ЦК КПСС; с 1956 г. секретарь парткома завода.
- 1957—1962 гг. — секретарь, второй секретарь, первый секретарь Калининского райкома партии Москвы.
- 1962—1964 гг. — председатель Среднеазиатского Бюро ЦК КПСС.
- 1964—1965 гг. — инспектор отдела партийной работы ЦК КПСС.
- 1965—1976 гг. — второй секретарь ЦК Компартии Узбекистана.
- 1976—1983 гг. — председатель Государственного комитета Совета Министров СССР по труду и социальным вопросам (с июля 1978 г. Государственного комитета СССР по труду и социальным вопросам).
- 1983—1986 гг. — руководитель группы партийных советников ЦК КПСС при ЦК Народно-демократической партии Афганистана.
- 1986—1989 гг. — заместитель председателя ВЦСПС.

Член КПСС с 1950 г. Член ЦК КПСС в 1966—1990 гг. Депутат Совета Национальностей Верховного Совета СССР 7-11 созывов (1966—1989) от Мордовской АССР.
С сентября 1989 г. персональный пенсионер союзного значения.
Похоронен на Троекуровском кладбище.

## Награды
Награждён тремя орденами Ленина, орденом Октябрьской Революции, двумя орденами Трудового Красного Знамени, орденом Дружбы народов.